# 메갈루루스속
메갈루루스속(Megalurus)은 섬개개비과에 속하는 명금류 속의 하나이다. 이전에는 구대륙개개비과(Sylviidae)로  분류하기도 했다. 중국 북부와 일본, 서쪽으로는 인도, 남쪽으로는 오스트레일리아에 분포한다. 대부분의 종이 열대 기후 지역 전체 또는 일부 지역에 서식한다.

## 하위 종
- Megalurus timoriensis
- Megalurus macrurus
- Megalurus palustris
- Megalurus albolimbatus
- Megalurus gramineus
- Megalurus punctatus
- † Megalurus rufescens
- Megalurus carteri
- Megalurus cruralis
- Megalurus mathewsi